# Abdülkadir Türk
Pour les articles homonymes, voir Türk.
Abdülkadir Türk, né en 1976 dans le village de Bozkuş dans la province de Kars, est un coureur de fond turc. Il est champion des Balkans 2002 du 10 000 mètres et champion des Balkans de cross-country 2005.

## Biographie
Abdülkadir découvre la discipline du cross-country à l'école mais ne s'implique véritablement dans l'athlétisme qu'en 1989 lorsqu'il est pris en charge par l'entraîneur İbrahim Urgancı.
Il se révèle d'abord sur piste en remportant en 1999 son premier titre de champion de Turquie sur 5 000 mètres en 14 min 27 s 09. Il confirme son talent l'année suivante en décrochant les titres sur 5 000 mètres et 10 000 mètres. Il se distingue également sur route en remportant notamment les 15 km d'Istanbul en 2000, battant largement ses adversaires de plus d'une minute.
En avril 2002, il participe à la Coupe d'Europe du 10 000 mètres à Camaiore. Il doit cependant abandonner étant victime d'une infection urinaire et doit être opéré. Remis de son opération, il fait partie de la première délégation turque aux championnats d'Europe de course en montagne à Câmara de Lobos. Il y démontre une excellente prestation en prenant d'emblée les commandes de la course. Menant la première partie, il se fait ensuite doubler par le Suisse Alexis Gex-Fabry puis par l'Italien Marco De Gasperi. Il termine finalement sur la première marche du podium, devenant le premier athlète Turc à remporter une médaille internationale en course en montagne. En août 2002, il prend part aux championnats des Balkans d'athlétisme à Bucarest. Il termine deuxième du 10 000 mètres en 29 min 54 s 56 derrière le Grec Michalis Yelasakis mais ce dernier courant hors-championnat, Abdülkadir décroche le titre,.
Le 9 mars 2003, il démontre également son talent en cross-country en remportant la médaille d'argent aux championnats des Balkans de cross-country à Skopje.
Il connaît une excellente saison 2005. Le 26 février, il remporte le titre de champion de Turquie de cross-country puis s'élance comme l'un des favoris aux championnats des Balkans de cross-country qui se déroulent à Kocaeli une semaine après. Il assume son rôle et mène la course de bout en bout pour finalement s'imposer devant le Roumain Adrian Maghiar. Il remporte de plus la médaille d'or au classement par équipes, livrant ainsi une excellente prestation à domicile.
Lors des championnats des Balkans de cross-country 2006 à Craiova, il voit ses coéquipiers Abdil Ceylan et Ali Topkara le doubler pour les premières marches du podium. Abdülkadir s'accroche pour terminer sur la troisième marche d'un podium 100 % turc lui permettant d'accrocher à nouveau l'or par équipes.

## Palmarès

### Piste
| Année | Compétition                           | Lieu     | Place | Épreuve  | Temps          |
| ----- | ------------------------------------- | -------- | ----- | -------- | -------------- |
| 1999  | Championnats de Turquie d'athlétisme  | Istanbul | 1er   | 5 000 m  | 14 min 27 s 09 |
| 2000  | Championnats de Turquie d'athlétisme  | Istanbul | 1er   | 10 000 m | 29 min 52 s 44 |
| 2000  | Championnats de Turquie d'athlétisme  | Istanbul | 1er   | 5 000 m  | 14 min 25 s 52 |
| 2001  | Championnats de Turquie d'athlétisme  | ?        | 1er   | 5 000 m  | 14 min 32 s 89 |
| 2002  | Championnats des Balkans d'athlétisme | Bucarest | 4e    | 5 000 m  | 14 min 33 s 86 |
| 2002  | Championnats des Balkans d'athlétisme | Bucarest | 1er   | 10 000 m | 29 min 54 s 56 |

### Route/cross
| Année | Compétition                               | Lieu     | Place | Épreuve       | Temps          |
| ----- | ----------------------------------------- | -------- | ----- | ------------- | -------------- |
| 1999  | 15 km d'Istanbul                          | Istanbul | 2e    | 15 kilomètres | 45 min 14 s    |
| 1999  | Grand Atatürk Run                         | Ankara   | 1er   | 10 kilomètres | 30 min 32 s    |
| 2000  | 15 km d'Istanbul                          | Istanbul | 1er   | 15 kilomètres | 45 min 23 s    |
| 2000  | Grand Atatürk Run                         | Ankara   | 1er   | 10 kilomètres | 34 min 13 s    |
| 2001  | 15 km d'Istanbul                          | Istanbul | 2e    | 15 kilomètres | 45 min 36 s    |
| 2001  | Grand Atatürk Run                         | Ankara   | 1er   | 10 kilomètres | 30 min 14 s    |
| 2002  | 15 km d'Istanbul                          | Istanbul | 2e    | 15 kilomètres | 45 min 49 s    |
| 2002  | Grand Atatürk Run                         | Ankara   | 2e    | 10 kilomètres | 30 min 55 s    |
| 2003  | Championnats des Balkans de cross-country | Skopje   | 2e    | Cross-country | ?              |
| 2003  | Grand Atatürk Run                         | Ankara   | 2e    | 10 kilomètres | 31 min 6 s     |
| 2004  | 15 km d'Istanbul                          | Istanbul | 2e    | 15 kilomètres | 46 min 17 s    |
| 2004  | Grand Atatürk Run                         | Ankara   | 2e    | 10 kilomètres | 30 min 54 s    |
| 2005  | Championnats de Turquie de cross-country  | ?        | 1er   | Cross-country | 34 min 6 s     |
| 2005  | Championnats des Balkans de cross-country | Kocaeli  | 1er   | Cross-country | 40 min 38 s    |
| 2005  | Championnats de Turquie de semi-marathon  | Samsun   | 1er   | Semi-marathon | 1 h 5 min 57 s |
| 2005  | Jeux méditerranéens                       | Almería  | 9e    | Semi-marathon | 1 h 8 min 10 s |
| 2005  | Grand Atatürk Run                         | Ankara   | 2e    | 10 kilomètres | 30 min 40 s    |
| 2006  | Championnats des Balkans de cross-country | Craiova  | 3e    | Cross-country | 39 min 42 s    |
| 2006  | Grand Atatürk Run                         | Ankara   | 2e    | 10 kilomètres | 31 min 13 s    |
| 2007  | Semi-marathon d'Antalya                   | Antalya  | 3e    | Semi-marathon | 1 h 4 min 10 s |
| 2007  | Grand Atatürk Run                         | Ankara   | 1er   | 10 kilomètres | 30 min 35 s    |

### Course en montagne
| no | masculin           | Course                                      | Longueur | Départ         | Temps       |
| -- | ------------------ | ------------------------------------------- | -------- | -------------- | ----------- |
| 3e | Médaille de bronze | Championnats d'Europe de course en montagne | 12 km    | 7 juillet 2002 | 57 min 52 s |
| 7e | 7e                 | Championnats d'Europe de course en montagne | 12,2 km  | 4 juillet 2010 | 48 min 10 s |

## Records
| Épreuve       | Performance    | Date            | Lieu            |
| ------------- | -------------- | --------------- | --------------- |
| 1 500 mètres  | 3 min 58 s 01  | 10 juillet 1997 | Turku           |
| 3 000 mètres  | 8 min 13 s 84  | 8 juillet 2000  | Banská Bystrica |
| 5 000 mètres  | 14 min 17 s 69 | 9 juillet 2000  | Banská Bystrica |
| 10 000 mètres | 29 min 52 s 44 | 17 juin 2000    | Istanbul        |
| 10 kilomètres | 29 min 55 s    | 8 mars 2009     | Antalya         |
| 15 kilomètres | 45 min 14 s    | 17 octobre 1999 | Istanbul        |
| Semi-marathon | 1 h 4 min 11 s | 18 mars 2007    | Antalya         |